# Ržyščiv
Ržyščiv (in ucraino Ржищів?) è una città ucraina (7175 abitanti) nel distretto di Obuchiv, nell'oblast' di Kiev. Ospita l'amministrazione della comunità territoriale di Ržyščiv, una delle comunità territoriali dell'Ucraina.
Fino al 18 luglio 2020 Ržyščiv costituiva una città di rilevanza regionale e fungeva da centro amministrativo del distretto di Ržyščiv, sebbene non appartenesse al distretto. Come parte della riforma amministrativa dell'Ucraina, che ridusse a sette il numero di distretti dell'oblast' di Kiev, la città fu integrata nel distretto di Obuchiv.
È ricordata per aver dato i natali alla poetessa Lina Kostenko.
La città è situata a circa 80 chilometri a sud-est di Kiev, la capitale dell'Ucraina.
Ržyščiv è stata fondata nel IX secolo come un insediamento slavo. Nel corso dei secoli, è stata controllata da varie potenze, tra cui la Polonia, l'Impero Ottomano e l'Impero Russo. Durante la Seconda Guerra Mondiale, la città è stata occupata dai tedeschi.
La città è circondata da campi coltivati e fattorie, e gli abitanti si dedicano principalmente alla coltivazione di cereali, patate e ortaggi. La città è anche sede di un'industria lattiero-casearia e una fabbrica di macchine agricole.
Tra i luoghi di interesse ci sono il Parco Nazionale di Kiev-Svjatošyn e il Parco Nazionale di Podil's'kyi.